# 549

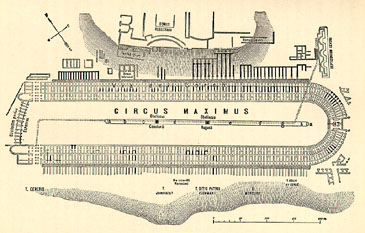
Grondplan van het Circus Maximus in Rome (1911)

Het jaar 549 is het 49e jaar in de 6e eeuw volgens de christelijke jaartelling.

## Gebeurtenissen

### Byzantijnse Rijk
- Gotische Oorlog: De Ostrogoten onder leiding van Totila belegeren Rome en weten de uitgehongerde stad door verraad opnieuw in te nemen.
- Totila voert een plunderveldtocht in Midden-Italië en biedt keizer Justinianus I een vredesakkoord aan, dat wordt verworpen.
- In het Circus Maximus, het oudste en grootste Circus in Rome, worden de laatste wagenrennen gehouden.
- Belisarius keert terug naar Constantinopel en treedt terug uit actieve dienst. Liberius neemt het commando in Italië over.

### Perzië
- Koning Khusro I verbreekt het vredesverdrag van 545 en valt opnieuw met het Perzische leger Armenië binnen.

## Religie
- De houten kapel bij het graf van Servaas in Maastricht wordt vervangen door een stenen kerk met een crypte. (zie: Sint-Servaasbasiliek)
- De Kaiyuantempel van Fuzhou in het oosten van China wordt gebouwd.
- Het bisdom Ossory in de provincie Leinster (Ierland) wordt opgericht.

## Overleden
- Liang Wudi (85), keizer van het Chinese Keizerrijk